# Pompeiiworm
De pompeiiworm (Alvinella pompejana) is een borstelworm. Ze werd ontdekt begin jaren tachtig door Franse onderzoekers bij de Galapagoseilanden. Ze kunnen 13 cm lang worden, zijn lichtgrijs van kleur en hebben een ‘harige’ rug. Hun voedsel bestaat uit microben.

## Kenmerken
De pompeiiworm staat bekend als het dier dat het best tegen hoge temperaturen kan. Voordat de pompeiiworm ontdekt werd was dit de woestijnmier uit de Sahara. Omdat ze zo goed tegen warmte kan is het een extremofiel, meer bepaald een thermofiel. Enkel bepaalde eencellige organismen kunnen hogere temperaturen verdragen dan de pompeiiworm. Ze werd genoemd naar de Romeinse stad Pompeï, die verwoest werd door een uitbarsting van de Vesuvius in 79 voor Christus.

## Voorkomen
De pompeiiworm leeft bij hydrothermale bronnen in de Grote Oceaan, gelegen 2 000 – 3 000 m onder zeeniveau. Hydrothermale bronnen zijn geisers die ontstaan bij vulkanische gebergtes onder water, gevormd door de drift van de aardplaten. Ze hebben de vorm van schoorstenen waaruit een giftige mengeling komt van kokend water, zwavel en zware metalen. Ondanks de afwezigheid van zonlicht zijn deze bronnen plaatsen met grote biodiversiteit. Veel, vreemd uitziende dieren hebben manieren ontwikkeld om te leven van de chemische stoffen uitgestoten door de geisers. Pompeiiwormen overleven niet alleen de extreme temperatuur, maar leven ook nog in complete duisternis en bij enorme druk (wat normaal is op 2 000 – 3 000 m diep). Bovendien leven ze ook nog in de nabijheid van het giftige waterstofsulfide en zware metalen, in een omgeving met een zeer lage pH-waarde.

## Ecologie
Pompeiiwormen leven in kolonies, in papierachtige kokertjes. Ze zitten met hun staart aan de binnenkant van de kolonie, waar water stroomt van 80 °C. Hun hoofd zit aan de buitenkant van de buisjes, waar de temperatuur van het water een stuk lager is (22 °C). De haartjes op hun rug beschermen hen tegen de hoge temperaturen. Deze 'haartjes' zijn echter bacteriekolonies die leven op de rug van de pompeiiworm. Dit is een vorm van symbiose: de bacteriën leven van suikerrijke afscheiding die afgegeven wordt door klieren op de rug van de pompeiiworm en de bacteriën zorgen voor isolatie van de worm tegen het warme water. Hoe ze dit doen staat echter nog niet vast. Men vermoedt dat het komt door het feit dat de bacteriën eurythermale enzymen bevatten. Deze zouden de bacteriën en bijgevolg de worm beschermen tegen de temperaturen. Het onderzoek wordt bemoeilijkt doordat de pompeiiworm niet aan land kan gebracht worden door de decompressie.
Het hete water veroorzaakt een belangrijke chemische reactie voor het bestaan van de pompeiiworm. De hoge temperatuur van het water maakt het vormen van oplosbaar ijzersulfide mogelijk, dit vermindert de giftigheid van het waterstofsulfide in het water.
H2S + FeS +x kJ → FeS2+H2
Ook de bacteriën steken hier hun handje toe. Ze ruimen de giftige stoffen op die neerslaan op de papierachtige koker waarin de pompeiiworm leeft.